# Höfn
Höfn o Höfn í Hornafirði ([ˈhœp(n̥)n i ˈhɔ(r)tnaˌfɪrðɪ]ⓘ lit. puerto) es un puerto pesquero situado al sudeste de Islandia, en el municipio de Hornafjörður de la región de Austurland.

## Territorio
Höfn es el segundo puerto al sudeste de la isla. Uno de los principales centros turísticos del glaciar Vatnajökull, el mayor de Europa. Se encuentra en el único estuario navegable de Islandia.
Cerca de la ciudad se encuentra el túnel Almannaskarðsgöng con 1.300 metros de longitud, el cual se inauguró en 2005. En sus cercanías se encuentra así mismo el lago glaciar Jökulsárlón. Se comunica con el resto de la isla mediante la carretera Hringvegur, que pasa a algunos kilómetros.

## Historia
La ciudad de Höfn fue fundada en 1897 por el comerciante Ottó Tuliníus. En 1946 tenía 300 habitantes. Después de la inauguración del puente del Hornafjörður en 1961 Höfn experimentó un auge económico como una plaza comercial fácilmente asequible. El título oficial y los privilegios de una ciudad fueron otorgados el 31 de diciembre de 1988 y en 1989 Höfn tenía 1 647 habitantes. El 12 de julio de 1994 Höfn y la comunidad de Nesjahreppur se unieron para formar la nueva aciudad de Hornafjarðarbær. El 6 de junio de 1998 la ciudad de Hornafjarðarbær y las comunidades de Bæjarhreppur, Borgarhafnarhreppur y Hofshreppur se unieron bajo el nombre Sveitarfélagið Hornafjörður.

## Demografía
| Gráfica de evolución de Höfn entre 2006 y 2019 |
|                                                |

## Cultura
La casa del comerciante Ottó Tuliníus construida en 1864 abriga el museo local Gamlabúð. Otro edificio histórico es el Pakkhúsið donde se halla el Museo de la Navegación. El Museo del Glaciar se dedica al glaciar Vatnajökull. La iglesia protestante Hafnarkirkja es un edificio moderno para 200 personas inaugurado el 28 de julio de 1966. La Kirkja heilagrar fjölskyldu og heilags Jean-Marie Vianney es una pequeña iglesia católica inaugurada el 7 de septiembre de 2013. En el centro de Höfn fue erigido un monumento para los marineros que murieron en el mar.

## Infraestructura
Höfn cuenta con un centro de salud (Heilsugaeslustöð), una farmacia, varias tiendas y un supermercado, un campo de deportes con una piscina pública, taller de reparaciones, puestos de gasolina, varios hoteles y restaurantes, un terreno de camping, un campo de golf y otras instalaciones turísticas. Varias empresas organizan excursiones para turistas. El Aeropuerto de Hornafjörður se ubica a 7 km al norte del centro.

## Galería

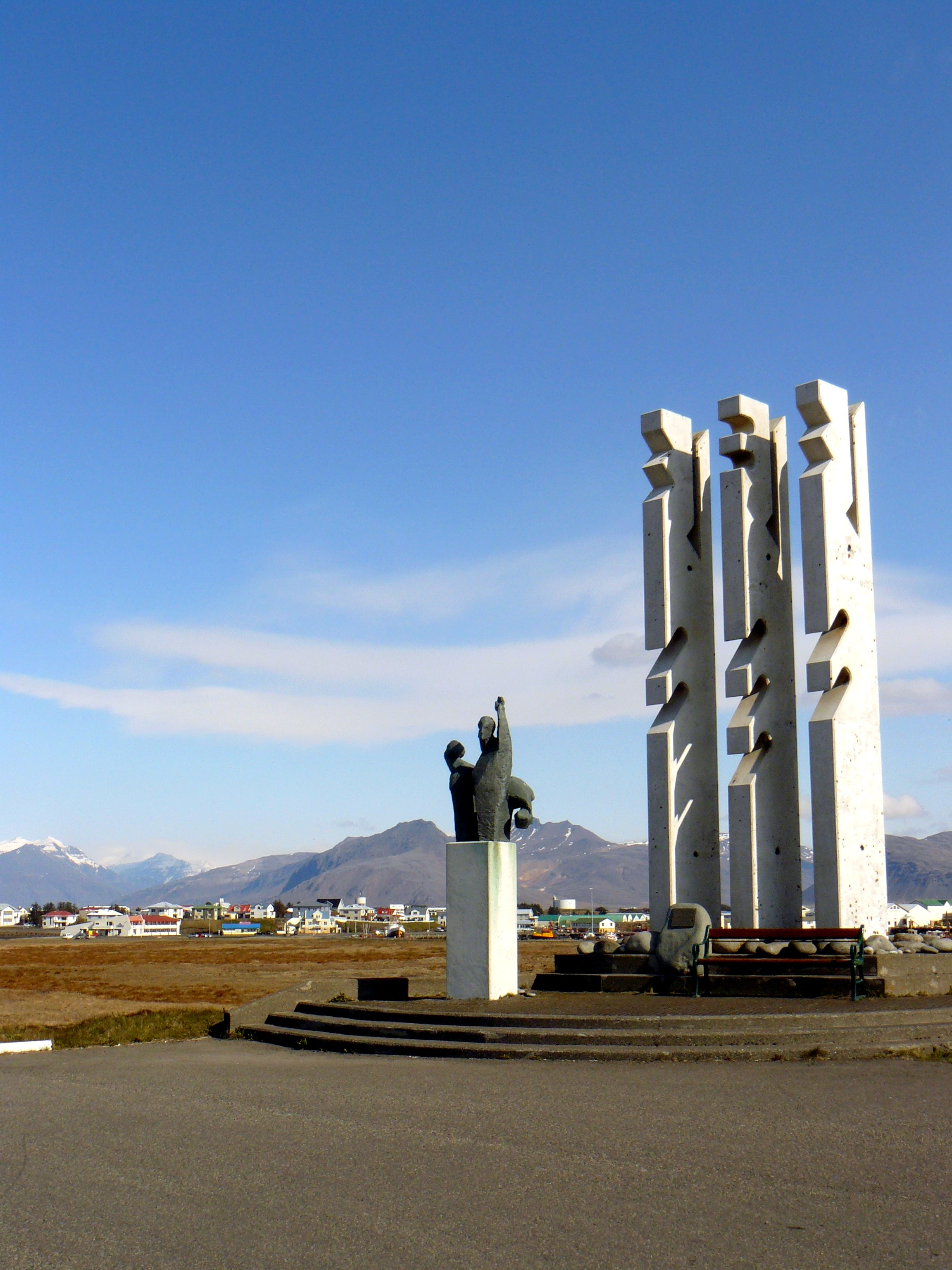
Monumento de los marineros
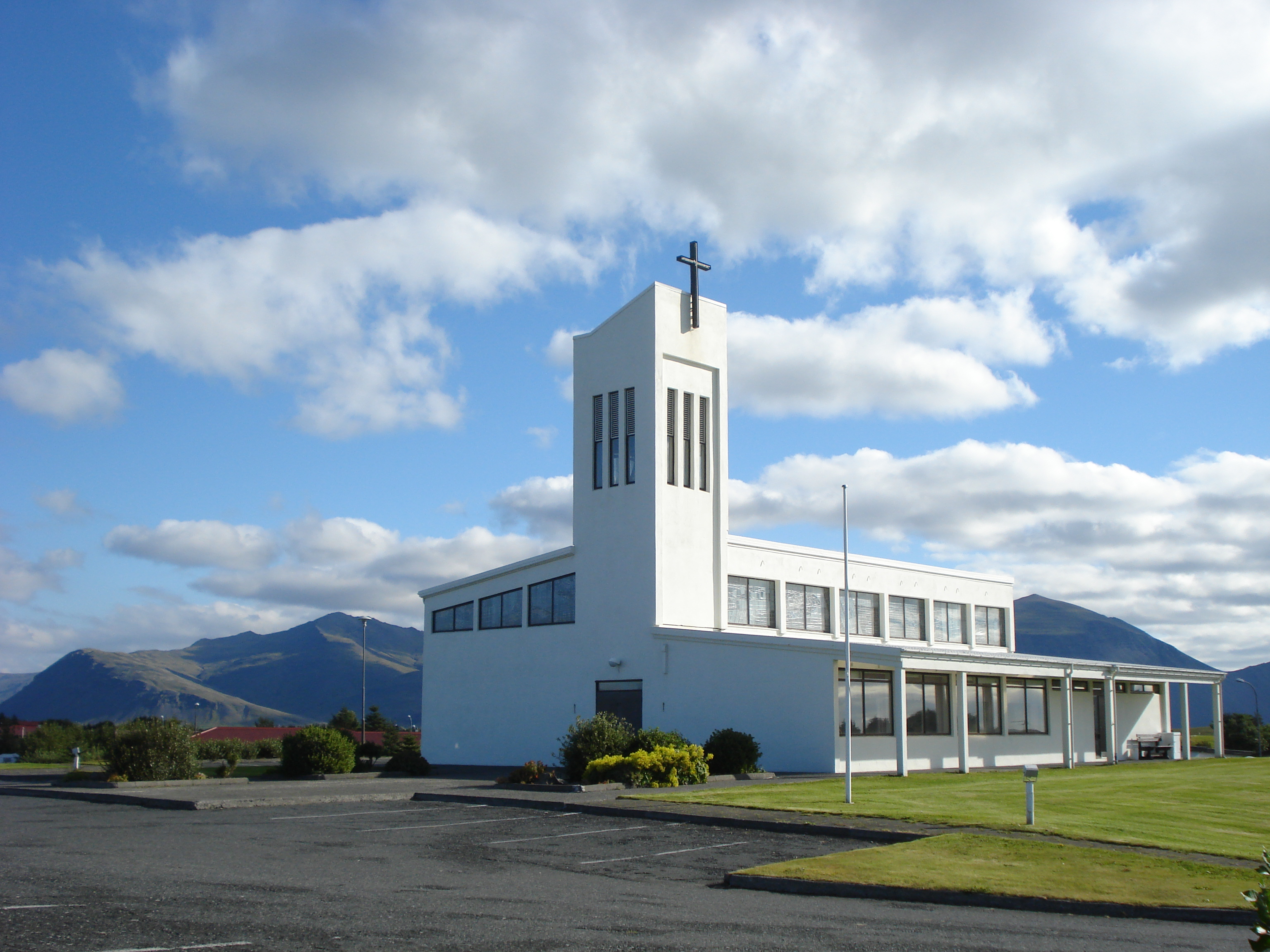
Iglesia protestante
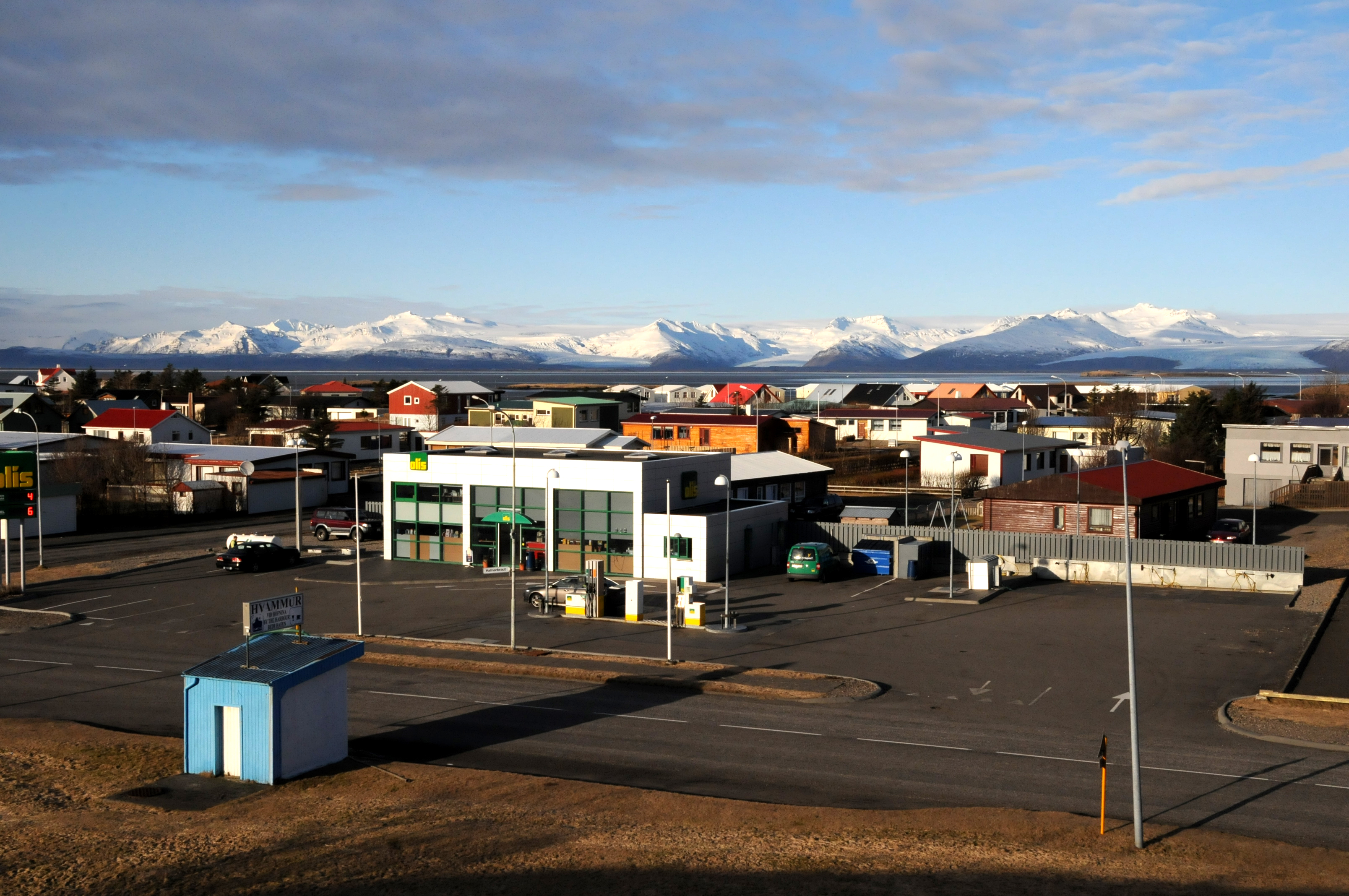
Vista general de la ciudad
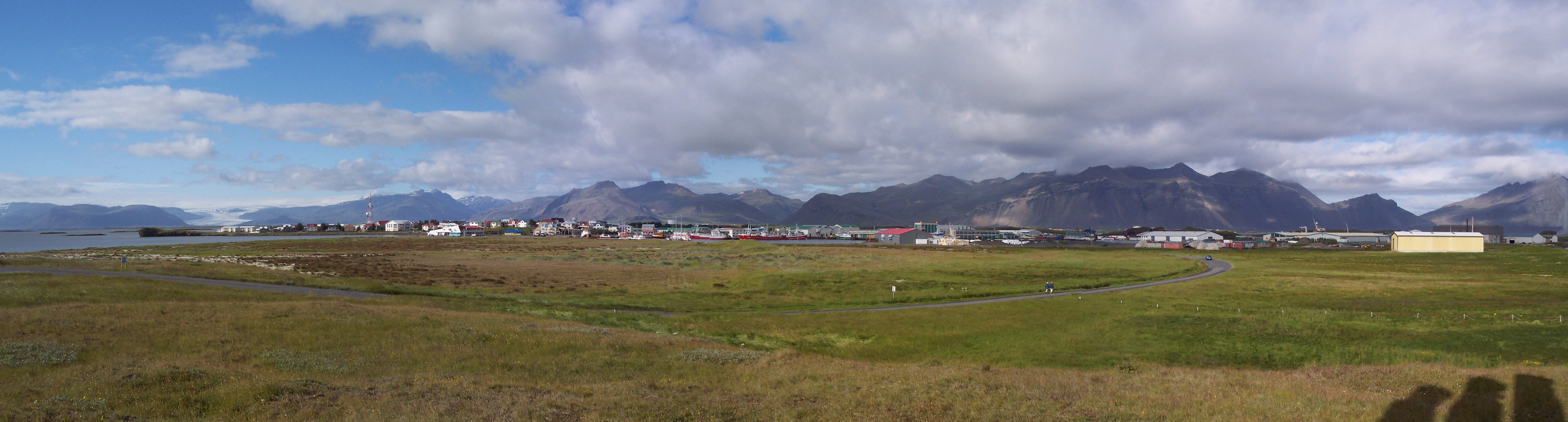
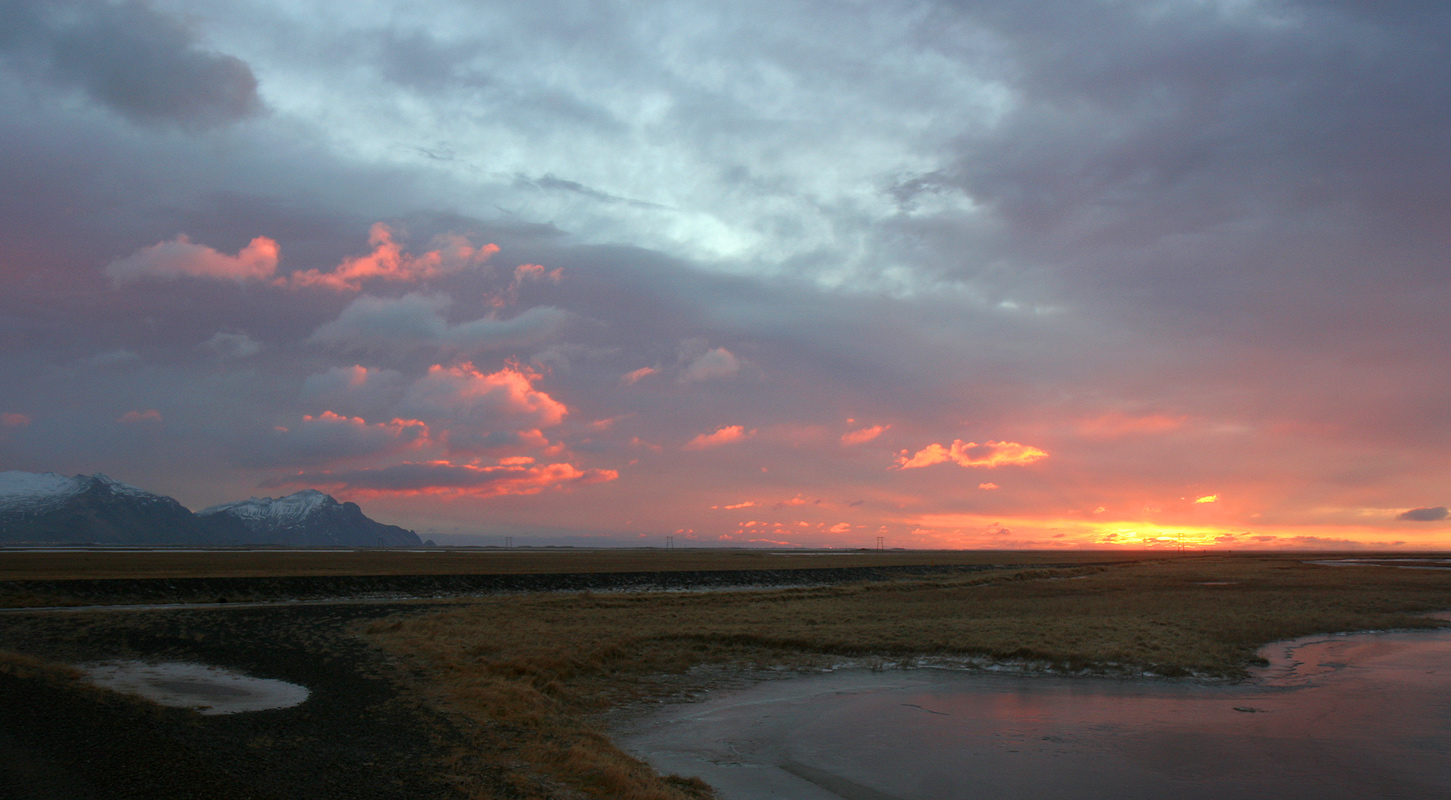